# Fußball-Club St. Pauli von 1910 2019-2020
Questa voce raccoglie le informazioni riguardanti il St. Pauli nelle competizioni ufficiali della stagione 2019-2020.

## Stagione
Nella stagione 2019-2020 il St. Pauli, allenato da Jos Luhukay, concluse il campionato di 2. Bundesliga al 14º posto. In Coppa di Germania il St. Pauli fu eliminato al secondo turno dall' Eintracht Francoforte.

## Rosa
| N. |                          | Ruolo | Calciatore            |
| -- | ------------------------ | ----- | --------------------- |
| 1  | Germania (bandiera)      | P     | Leon Schmidt          |
| 2  | Polonia (bandiera)       | D     | Jakub Bednarczyk      |
| 3  | Norvegia (bandiera)      | D     | Leo Skiri Østigård    |
| 4  | Germania (bandiera)      | D     | Philipp Ziereis       |
| 5  | Germania (bandiera)      | D     | Marvin Knoll          |
| 6  | Germania (bandiera)      | D     | Christopher Avevor    |
| 7  | Germania (bandiera)      | C     | Kevin Lankford        |
| 8  | Germania (bandiera)      | D     | Marc Hornschuh        |
| 9  | Svezia (bandiera)        | A     | Viktor Gyökeres       |
| 10 | Germania (bandiera)      | C     | Christopher Buchtmann |
| 12 | Giappone (bandiera)      | A     | Ryō Miyaichi          |
| 15 | Germania (bandiera)      | D     | Daniel Buballa        |
| 17 | Inghilterra (bandiera)   | D     | Matt Penney           |
| 18 | Grecia (bandiera)        | A     | Dīmītrīs Diamantakos  |
| 19 | Germania (bandiera)      | D     | Luca Zander           |
| 20 | Corea del Sud (bandiera) | D     | Park Yi-young         |
| 21 | Galles (bandiera)        | D     | James Lawrence        |
| 22 | Germania (bandiera)      | A     | Maximilian Franzke    |
| 23 | Germania (bandiera)      | C     | Johannes Flum         |

| N. |                            | Ruolo | Calciatore               |
| -- | -------------------------- | ----- | ------------------------ |
| 24 | Ucraina (bandiera)         | A     | Borys Tashchy            |
| 25 | Paesi Bassi (bandiera)     | A     | Henk Veerman             |
| 26 | Germania (bandiera)        | C     | Rico Benatelli           |
| 27 | Germania (bandiera)        | D     | Jan-Philipp Kalla        |
| 28 | Polonia (bandiera)         | C     | Waldemar Sobota          |
| 29 | Germania (bandiera)        | A     | Serkan Dursun            |
| 30 | Germania (bandiera)        | P     | Robin Himmelmann         |
| 31 | Germania (bandiera)        | C     | Ersin Zehir              |
| 32 | Germania (bandiera)        | A     | Christian Conteh         |
| 33 | Germania (bandiera)        | P     | Svend Brodersen          |
| 34 | Germania (bandiera)        | D     | Mert Kuyucu              |
| 35 | Germania (bandiera)        | A     | Aurel Loubongo-M'Boungou |
| 36 | Rep. Dominicana (bandiera) | A     | Luis Coordes             |
| 37 | Germania (bandiera)        | C     | Finn Ole Becker          |
| 38 | Germania (bandiera)        | D     | Florian Carstens         |
| 40 | Germania (bandiera)        | P     | Korbinian Müller         |
| 41 | Germania (bandiera)        | D     | Christian Viet           |
| 42 | Germania (bandiera)        | D     | Marvin Senger            |
| 43 | Svezia (bandiera)          | D     | Sebastian Ohlsson        |

## Maglie e sponsor
Il fornitore tecnico per la stagione 2019-2020 è Under Armour, mentre lo sponsor ufficiale è Congstar.
| 1ª divisa | 2ª divisa | 3ª divisa |

## Organigramma societario
Come riportato nel sito ufficiale:
Commissione direttiva
- Presidente: Oke Göttlich
- Vice presidenti: Christiane Hollander, Carsten Höltkemeyer, Joachim Pawlik, Jochen Winand
- Direttore sportivo: Uwe Stöver

Area tecnica
- Allenatore: Markus Kauczinski, Jos Luhukay
- Allenatore in seconda: Markus Gellhaus, Andrew Meredith, Hans Schrijver, André Trulsen
- Preparatore dei portieri: Mathias Hain
- Preparatori atletici: Janosch Emonts, Christoph Hainc, Valentin Lay, Karim Rashwan, Alexander Blase, Dominik Körner, Mike Muretic, Ronald Wollmann
- Analisi video: Andrew Meredith
- Magazzinieri: Andreas Kreft, Siegmar Krahl

Area sanitaria
- Medici: Volker Carrero, Sebastian Schneider
- Fisioterapisti: Alexander Blase, Dominik Körner

## Calciomercato

### Sessione estiva
| Acquisti | Acquisti           | Acquisti       | Acquisti                            |
| R.       | Nome               | da             | Modalità                            |
| -------- | ------------------ | -------------- | ----------------------------------- |
| D        | Luca-Milan Zander  | Werder Brema   | definitivo (400.000 €)              |
| D        | Sebastian Ohlsson  | IFK Göteborg   | definitivo (280.000 €)              |
| A        | Rico Benatelli     | Dinamo Dresda  | cessione gratuita                   |
| A        | Borys Taščy        | Duisburg       | cessione gratuita                   |
| D        | Leo Skiri Østigård | Brighton       | inizio prestito (fino al 30.6.2020) |
| D        | Matt Penney        | Sheffield Weds | inizio prestito (fino al 30.6.2020) |
| A        | Youba Diarra       | Salisburgo     | inizio prestito (fino al 30.6.2020) |
| A        | Viktor Gyökeres    | Brighton       | inizio prestito (fino al 30.6.2020) |
| C        | James Lawrence     | Anderlecht     | inizio prestito (fino al 30.6.2020) |
| A        | Christian Conteh   | -              | aggregato dalle giovanili           |
| A        | Cenk Sahin         | Ingolstadt 04  | fine prestito (30.6.2020)           |
| A        | Maurice Litka      | Uerdingen 05   | fine prestito (30.6.2020)           |

| Cessioni | Cessioni           | Cessioni        | Cessioni                  |
| R.       | Nome               | a               | Modalità                  |
| -------- | ------------------ | --------------- | ------------------------- |
| D        | Jeremy Dudziak     | Amburgo         | cessione gratuita         |
| D        | Richard Neudecker  | VVV-Venlo       | cessione gratuita         |
| A        | Maurice Litka      | Preußen Münster | cessione gratuita         |
| A        | Jan-Marc Schneider | Jahn Ratisbona  | cessione gratuita         |
| A        | Sami Allagui       | R.E. Mouscron   | cessione gratuita         |
| A        | Alexander Meier    | -               | svincolato                |
| C        | Jakob Münzner      | -               | aggregato alle giovanili  |
| D        | Luca-Milan Zander  | Werder Brema    | fine prestito (30.6.2019) |
| D        | Justin Hoogma      | Hoffenheim      | fine prestito (30.6.2019) |

### Sessione invernale
| Acquisti | Acquisti         | Acquisti | Acquisti   |
| R.       | Nome             | da       | Modalità   |
| -------- | ---------------- | -------- | ---------- |
| P        | Korbinian Müller | -        | svincolato |

| Cessioni | Cessioni          | Cessioni   | Cessioni                             |
| R.       | Nome              | a          | Modalità                             |
| -------- | ----------------- | ---------- | ------------------------------------ |
| A        | Mats Møller Dæhli | Genk       | definitivo (3 milioni €)             |
| A        | Youba Diarra      | Salisburgo | fine prestito anticipato (29.1.2020) |
| A        | Cenk Sahin        | -          | svincolato                           |

## Risultati

### 2. Bundesliga

#### Girone di andata
| Arbitro: | Dankert |

|            |           |            |
| Prietl 90’ | Marcatori | 32’ Conteh |

| Arbitro: | Jablonski |

|                 |           |                               |
| Diamantakos 45’ | Marcatori | 17’, 35’ Keita-Ruel 70’ Green |

| Arbitro: | Winkmann |

|                        |           |           |
| Kempf 60’ González 90’ | Marcatori | 18’ Dæhli |

| Arbitro: | Schmidt |

|                               |           |          |
| James Lawrence 50’ Conteh 66’ | Marcatori | 81’ Baku |

| Arbitro: | Cortus |

|                            |           |                                 |
| Nikolaou 40’, 54’ Koné 85’ | Marcatori | 13’, 29’ Diamantakos 16’ Sobota |

| Arbitro: | Jablonski |

|                                          |           |  |
| Diamantakos 18’ van Drongelen 62’ (aut.) | Marcatori |  |

| Arbitro: | Petersen |

|           |           |              |
| Wolze 12’ | Marcatori | 22’ Miyaichi |

| Arbitro: | Jöllenbeck |

|                        |           |  |
| Becker 8’ Gyökeres 45’ | Marcatori |  |

| Arbitro: | Koslowski |

|             |           |              |
| Behrens 51’ | Marcatori | 23’ Gyökeres |

| Arbitro: | Reichel |

|  |           |             |
|  | Marcatori | 80’ Pálsson |

| Arbitro: | Thomsen |

|                |           |  |
| Theuerkauf 59’ | Marcatori |  |

| Arbitro: | Günsch |

|                                    |           |                       |
| Diamantakos 50’ (rig.), 61’ (rig.) | Marcatori | 85’ Lorenz 90’ Pourié |

| Arbitro: | Badstübner |

|            |           |           |
| Sobota 10’ | Marcatori | 5’ Zoller |

| Arbitro: | Schmidt |

|                                            |           |             |
| Krüger 14’ Nəzərov 24’ (rig.) Testroet 62’ | Marcatori | 56’ Veerman |

| Arbitro: | Hartmann |

|  |           |          |
|  | Marcatori | 7’ Maina |

| Arbitro: | Waschitzki-Günther |

|              |           |  |
| Grüttner 42’ | Marcatori |  |

| Arbitro: | Kempter |

|                               |           |               |
| Gyökeres 22’, 90’ Veerman 86’ | Marcatori | 70’ Schäffler |

#### Girone di ritorno
| Arbitro: | Gräfe |

|                              |           |  |
| Veerman 3’, 25’ Gyökeres 54’ | Marcatori |  |

| Arbitro: | Günsch |

|                                        |           |  |
| Hrgota 43’ Leweling 86’ Keita-Ruel 90’ | Marcatori |  |

| Arbitro: | Brych |

|             |           |           |
| Veerman 56’ | Marcatori | 81’ Gómez |

| Arbitro: | Aarnink |

|                     |           |             |
| Özcan 30’ Serra 69’ | Marcatori | 52’ Veerman |

| Amburgo 14 febbraio 2020, ore 18:30 CET 22ª giornata | St. Pauli | 0 – 0 referto | Dinamo Dresda | Millerntor-Stadion (28 980 spett.)\| Arbitro: \| Schlager \| |
| Arbitro:                                             | Schlager  |               |               |                                                              |

| Arbitro: | Gräfe |

|  |           |                        |
|  | Marcatori | 20’ Veerman 29’ Penney |

| Arbitro: | Siebert |

|                                        |           |            |
| Veerman 23’ Sobota 35’ Diamantakos 48’ | Marcatori | 76’ Ajdini |

| Arbitro: | Rohde |

|                              |           |                              |
| Behrens 45’ (rig.) Scheu 63’ | Marcatori | 28’ Gyökeres 78’ Diamantakos |

| Arbitro: | Siebert |

|              |           |  |
| Gyökeres 84’ | Marcatori |  |

| Arbitro: | Kempkes |

|                                            |           |  |
| Honsak 7’ Stark 74’ Mehlem 78’ Pálsson 89’ | Marcatori |  |

| Amburgo 27 maggio 2020, ore 18:30 CEST 28ª giornata | St. Pauli | 0 – 0 referto | Heidenheim | Millerntor-Stadion (0 spett.)\| Arbitro: \| Koslowski \| |
| Arbitro:                                            | Koslowski |               |            |                                                          |

| Arbitro: | Schmidt |

|             |           |                 |
| Gondorf 57’ | Marcatori | 55’ Diamantakos |

| Arbitro: | Heft |

|                             |           |  |
| Žulj 15’ (rig.) Leitsch 73’ | Marcatori |  |

| Arbitro: | Siewer |

|                             |           |             |
| Diamantakos 22’ Veerman 41’ | Marcatori | 74’ Gonther |

| Arbitro: | Sather |

|                                                    |           |  |
| Ducksch 6’ Weydandt 17’ Haraguchi 61’ Teuchert 80’ | Marcatori |  |

| Arbitro: | Heft |

|                 |           |          |
| Diamantakos 11’ | Marcatori | 27’ Hein |

| Arbitro: | Dingert |

|                                            |           |                             |
| Aigner 11’, 38’ Tietz 12’, 62’ (rig.), 66’ | Marcatori | 25’ Zander 32’, 72’ Veerman |

### Coppa di Germania
| Arbitro: | Willenborg |

|                                        |                      |                                          |
| Deichmann 9’ Thiel 55’ Arslan 115’     | Marcatori            | 63’ Sobota 66’ Diamantakos 94’ Knoll     |
| Arslan Malone Halke Matovina Fernandes | Tiri di rigore 3 – 4 | Sobota Hoffmann Lankford Buchtmann Knoll |

| Arbitro: | Jöllenbeck |

|                   |           |              |
| Sobota 42’ (rig.) | Marcatori | 4’, 17’ Dost |

## Statistiche

### Statistiche di squadra
| Competizione      | Punti | In casa | In casa | In casa | In casa | In casa | In casa | In trasferta | In trasferta | In trasferta | In trasferta | In trasferta | In trasferta | Totale | Totale | Totale | Totale | Totale | Totale | DR  |
| Competizione      | Punti | G       | V       | N       | P       | Gf      | Gs      | G            | V            | N            | P            | Gf           | Gs           | G      | V      | N      | P      | Gf     | Gs     | DR  |
| ----------------- | ----- | ------- | ------- | ------- | ------- | ------- | ------- | ------------ | ------------ | ------------ | ------------ | ------------ | ------------ | ------ | ------ | ------ | ------ | ------ | ------ | --- |
| 2. Bundesliga     | 39    | 17      | 8       | 6       | 3       | 24      | 14      | 17           | 1            | 6            | 10           | 17           | 36           | 34     | 9      | 12     | 13     | 41     | 50     | -9  |
| Coppa di Germania | -     | 1       | 0       | 0       | 1       | 1       | 2       | 1            | 0            | 1            | 0            | 3            | 3            | 2      | 0      | 1      | 1      | 4      | 5      | -1  |
| Totale            | 39    | 18      | 8       | 6       | 4       | 25      | 16      | 18           | 1            | 7            | 10           | 20           | 39           | 36     | 9      | 13     | 14     | 45     | 55     | -10 |

### Andamento in campionato
| Giornata  | 1 | 2  | 3  | 4  | 5  | 6  | 7  | 8 | 9 | 10 | 11 | 12 | 13 | 14 | 15 | 16 | 17 | 18 | 19 | 20 | 21 | 22 | 23 | 24 | 25 | 26 | 27 | 28 | 29 | 30 | 31 | 32 | 33 | 34 |
| --------- | - | -- | -- | -- | -- | -- | -- | - | - | -- | -- | -- | -- | -- | -- | -- | -- | -- | -- | -- | -- | -- | -- | -- | -- | -- | -- | -- | -- | -- | -- | -- | -- | -- |
| Luogo     | T | C  | T  | C  | T  | C  | T  | C | T | C  | T  | C  | C  | T  | C  | T  | C  | C  | T  | C  | T  | C  | T  | C  | T  | C  | T  | C  | T  | T  | C  | T  | C  | T  |
| Risultato | N | P  | P  | V  | N  | V  | N  | V | N | P  | P  | N  | N  | P  | P  | P  | V  | V  | P  | N  | P  | N  | V  | V  | N  | V  | P  | N  | N  | P  | V  | P  | N  | P  |
| Posizione | 7 | 15 | 17 | 14 | 13 | 10 | 10 | 6 | 5 | 8  | 12 | 9  | 11 | 13 | 15 | 15 | 15 | 11 | 12 | 12 | 15 | 14 | 12 | 10 | 11 | 10 | 11 | 12 | 13 | 14 | 13 | 13 | 14 | 14 |

Legenda:

Luogo: C = Casa; T = Trasferta. Risultato: V = Vittoria; N = Pareggio; P = Sconfitta.

### Statistiche dei giocatori
| Giocatore             | 2. Bundesliga | 2. Bundesliga | 2. Bundesliga | 2. Bundesliga | Coppa di Germania | Coppa di Germania | Coppa di Germania | Coppa di Germania | Totale   | Totale | Totale      | Totale     |
| Giocatore             | Presenze      | Reti          | Ammonizioni   | Espulsioni    | Presenze          | Reti              | Ammonizioni       | Espulsioni        | Presenze | Reti   | Ammonizioni | Espulsioni |
| --------------------- | ------------- | ------------- | ------------- | ------------- | ----------------- | ----------------- | ----------------- | ----------------- | -------- | ------ | ----------- | ---------- |
| C. Avevor             | 4             | 0             | 0             | 0             | 0                 | 0                 | 0                 | 0                 | 4        | 0      | 0           | 0          |
| F. Becker             | 28            | 1             | 1             | 0             | 1                 | 0                 | 0                 | 0                 | 29       | 1      | 1           | 0          |
| J. Bednarczyk         | 1             | 0             | 0             | 0             | 1                 | 0                 | 0                 | 0                 | 2        | 0      | 0           | 0          |
| R. Benatelli          | 15            | 0             | 2             | 0             | 0                 | 0                 | 0                 | 0                 | 15       | 0      | 2           | 0          |
| S. Brodersen          | 0             | 0             | 0             | 0             | 0                 | 0                 | 0                 | 0                 | 0        | 0      | 0           | 0          |
| D. Buballa            | 27            | 0             | 3             | 0             | 2                 | 0                 | 1                 | 0                 | 29       | 0      | 4           | 0          |
| C. Buchtmann          | 12            | 0             | 0             | 0             | 1                 | 0                 | 0                 | 0                 | 13       | 0      | 0           | 0          |
| F. Carstens           | 4             | 0             | 2             | 0             | 0                 | 0                 | 0                 | 0                 | 4        | 0      | 2           | 0          |
| C. Conteh             | 7             | 2             | 0             | 0             | 2                 | 0                 | 0                 | 0                 | 9        | 2      | 0           | 0          |
| L. Coordes            | 11            | 0             | 1             | 0             | 0                 | 0                 | 0                 | 0                 | 11       | 0      | 1           | 0          |
| D. Diamantakos        | 21            | 11            | 2             | 0             | 1                 | 1                 | 0                 | 1                 | 22       | 12     | 2           | 1          |
| Y. Diarra             | 3             | 0             | 1             | 1             | 0                 | 0                 | 0                 | 0                 | 3        | 0      | 1           | 1          |
| S. Dursun             | 0             | 0             | 0             | 0             | 0                 | 0                 | 0                 | 0                 | 0        | 0      | 0           | 0          |
| M. Dæhli              | 16            | 1             | 2             | 0             | 2                 | 0                 | 0                 | 0                 | 18       | 1      | 2           | 0          |
| J. Flum               | 16            | 0             | 4             | 0             | 1                 | 0                 | 1                 | 0                 | 17       | 0      | 5           | 0          |
| M. Franzke            | 5             | 0             | 1             | 0             | 0                 | 0                 | 0                 | 0                 | 5        | 0      | 1           | 0          |
| V. Gyökeres           | 26            | 7             | 2             | 0             | 2                 | 0                 | 0                 | 0                 | 28       | 7      | 2           | 0          |
| R. Himmelmann         | 33            | 0             | 0             | 0             | 1                 | 0                 | 0                 | 0                 | 34       | 0      | 0           | 0          |
| N. Hoffmann           | 5             | 0             | 1             | 0             | 1                 | 0                 | 0                 | 0                 | 6        | 0      | 1           | 0          |
| M. Hornschuh          | 2             | 0             | 0             | 0             | 1                 | 0                 | 0                 | 0                 | 3        | 0      | 0           | 0          |
| J. Kalla              | 8             | 0             | 1             | 0             | 1                 | 0                 | 0                 | 0                 | 9        | 0      | 1           | 0          |
| M. Knoll              | 24            | 0             | 0             | 0             | 2                 | 1                 | 1                 | 0                 | 26       | 1      | 1           | 0          |
| M. Kuyucu             | 2             | 0             | 1             | 0             | 0                 | 0                 | 0                 | 0                 | 2        | 0      | 1           | 0          |
| K. Lankford           | 7             | 0             | 0             | 0             | 1                 | 0                 | 1                 | 0                 | 8        | 0      | 1           | 0          |
| J. Lawrence           | 14            | 1             | 1             | 0             | 0                 | 0                 | 0                 | 0                 | 14       | 1      | 1           | 0          |
| A. Loubongo-M'Boungou | 0             | 0             | 0             | 0             | 0                 | 0                 | 0                 | 0                 | 0        | 0      | 0           | 0          |
| R. Miyaichi           | 29            | 1             | 4             | 0             | 1                 | 0                 | 0                 | 0                 | 30       | 1      | 4           | 0          |
| K. Müller             | 1             | 0             | 0             | 0             | 1                 | 0                 | 0                 | 0                 | 2        | 0      | 0           | 0          |
| S. Ohlsson            | 24            | 0             | 7             | 0             | 1                 | 0                 | 0                 | 0                 | 25       | 0      | 7           | 0          |
| Y. Park               | 1             | 0             | 0             | 0             | 0                 | 0                 | 0                 | 0                 | 1        | 0      | 0           | 0          |
| M. Penney             | 17            | 1             | 2             | 1             | 1                 | 0                 | 0                 | 0                 | 18       | 1      | 2           | 1          |
| L. Schmidt            | 0             | 0             | 0             | 0             | 0                 | 0                 | 0                 | 0                 | 0        | 0      | 0           | 0          |
| M. Senger             | 3             | 0             | 1             | 0             | 0                 | 0                 | 0                 | 0                 | 3        | 0      | 1           | 0          |
| W. Sobota             | 27            | 3             | 5             | 0             | 2                 | 2                 | 1                 | 0                 | 29       | 5      | 6           | 0          |
| B. Tashchy            | 19            | 0             | 1             | 0             | 1                 | 0                 | 0                 | 0                 | 20       | 0      | 1           | 0          |
| H. Veerman            | 22            | 11            | 1             | 0             | 0                 | 0                 | 0                 | 0                 | 22       | 11     | 1           | 0          |
| C. Viet               | 4             | 0             | 0             | 0             | 0                 | 0                 | 0                 | 0                 | 4        | 0      | 0           | 0          |
| L. Zander             | 17            | 1             | 3             | 0             | 0                 | 0                 | 0                 | 0                 | 17       | 1      | 3           | 0          |
| E. Zehir              | 2             | 0             | 0             | 0             | 0                 | 0                 | 0                 | 0                 | 2        | 0      | 0           | 0          |
| P. Ziereis            | 6             | 0             | 1             | 1             | 0                 | 0                 | 0                 | 0                 | 6        | 0      | 1           | 1          |
| L. Østigård           | 28            | 0             | 8             | 0             | 1                 | 0                 | 0                 | 0                 | 29       | 0      | 8           | 0          |
| C. Şahin              | 0             | 0             | 0             | 0             | 1                 | 0                 | 0                 | 0                 | 1        | 0      | 0           | 0          |